# Balthasar Schlimbach

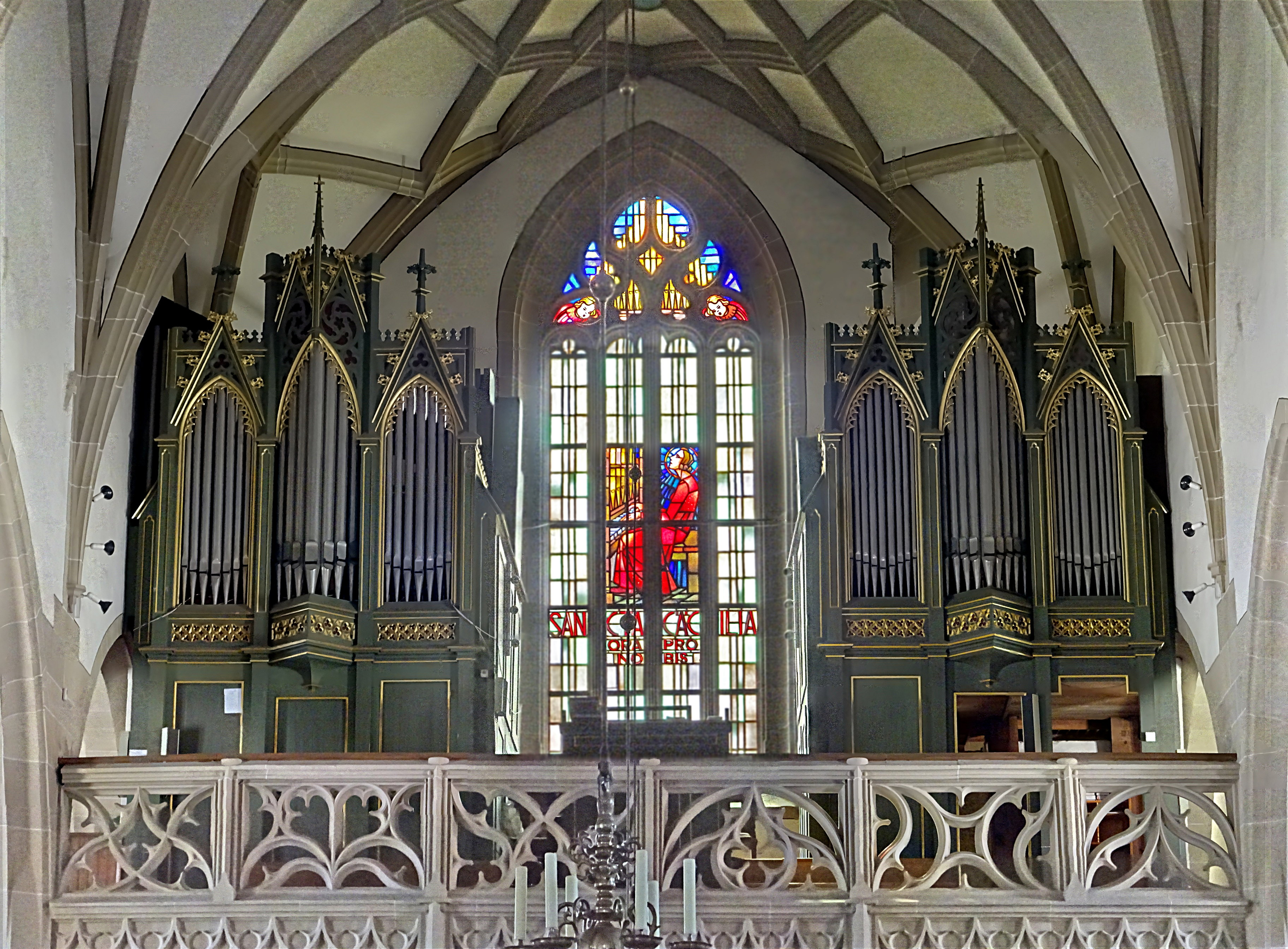
Stadtpfarrkirche Mariä Himmelfahrt (Bad Königshofen im Grabfeld), Orgel von 1872

Ernst Balthasar Schlimbach (* 1. April 1807 in Bad Königshofen; † 30. August 1896 in Würzburg) war ein deutscher Orgelbauer.

## Leben
Balthasar Schlimbach war einer der vier Söhne des Instrumentenbauers Johann Caspar Schlimbach, die das Handwerk des Orgelbauers ausübten. Sein Bruder war der Speyerer Orgelbauer Gustav Schlimbach (1816–1887).
Balthasar übernahm 1836 die verwaiste Werkstatt des ehemaligen Hoforgelbauers Seuffert in Würzburg. Am 23. Dezember 1845 erhielt er ein Privilegium für das Königreich Bayern auf zehn Jahre – für eine Verbesserung an Orgeln. Wegen des Baus des Ludwigbahnhofs musste Schlimbach die Werkstatt 1852 innerhalb von Würzburg verlegen.
1863 führte sein Sohn und Mitarbeiter Martin Joseph Schlimbach die Kegellade ein. Bis 1873 entstanden unter Balthasar Schlimbach etwa 80 Orgelneubauten. 1873 übernahm der Sohn die Werkstatt und führte sie bis zu seinem Tod weiter.
Zu den Lehrlingen der Firma Schlimbach gehörten u. a. die Orgelbauer Otto und Gustav Rieger sowie Hermann Eule († 1929).

## Werkliste (Auswahl)
| Jahr      | Ort                         | Gebäude                                                 | Bild | Manuale | Register | Bemerkungen                                       |
| --------- | --------------------------- | ------------------------------------------------------- | ---- | ------- | -------- | ------------------------------------------------- |
| 1837      | Frankenwinheim              | St. Johannes der Täufer und St. Johannes der Evangelist |      | II/P    | 16       | nicht erhalten                                    |
| 1854      | Aschaffenburg               | St. Peter und Alexander                                 |      | II/P    | 36       | nicht erhalten                                    |
| 1846      | Aschfeld                    | St. Bonifatius                                          |      | II/P    | 16       | 1878, 1884, 1894 und 1926 umgebaut; erhalten      |
| 1859      | Bieberehren                 | St. Peter und Paul                                      |      | II/P    | 18       | erhalten                                          |
| 1860      | Watterbach                  | St. Sebastian und St. Mauritius                         |      | I/P     | 12       | erhalten                                          |
| 1862      | Neupotz                     | St. Bartholomäus                                        |      | II/P    | 24       | erhalten                                          |
| 1862      | Gerlachshausen              | St. Ägidius                                             |      | I/P     | 9        | erhalten                                          |
| 1864      | Aub                         | Spitalmuseum                                            |      | I/P     | 10       | erhalten                                          |
| 1866      | Mainz-Kostheim              | St.-Kilian-Kirche                                       |      | II/P    | 16       | 1945 zerstört                                     |
| 1867–1868 | Kloster Johannisberg        | Klosterkirche                                           |      |         |          | 1942 zerstört                                     |
| 1869      | Hochheim am Main            | St. Peter und Paul                                      |      | II/P    | 14       | nicht erhalten; Spieltisch im Orgelzentrum Valley |
| 1872      | Bad Königshofen im Grabfeld | Stadtpfarrkirche Mariä Himmelfahrt                      |      | II/P    | 28       | erhalten                                          |
| 1876      | Sommerach                   | St. Eucharius                                           |      |         |          | erhalten                                          |